# رود باردا
رود باردا (انگلیسی: Barda) یک رودخانه در سرزمین پرم کشور روسیه است.